# Countdown to Nowhere
Countdown to Nowhere är Allister's fjärde studioalbum. Det släpptes i Japan den 16 juni 2010.

## Låtlista
1. "Failure"
2. "Run Away"
3. "Dance with Me"
4. "All We Needed"
5. "Breathe For You"
6. "Make It Work"
7. "Can't Let Go"
8. "Yearbook"
9. "Free"
10. "Start Something"
11. "Diamond Ring"
12. "Tokyo Sunrise"
13. "I Want You Back" (Jackson 5 cover)